# Osama Dawod
Osama Dawod (Ismailia, 1980) è un artista egiziano.
Vive e lavora tra Il Cairo e Ismailia.

## Biografia
Nel 2009 Dawod consegue i suoi masters al San Francisco Art Institute in California, e vince la borsa di studio del Dipartimento di Fotografia, BFA in design e incisione presso la Facoltà di Belle arti de Il Cairo. Ha lavorato come  fotografo in Egitto, negli Stati Uniti e ha condotto workshops di fotografia in Danimarca e in Egitto. Inoltre ha partecipato a varie mostre in Europa, Asia ed Egitto, tra cui due mostre personali alla Townhouse Gallery nel 2005, Artellewa Space for contemporary arts nel 2005 e nel 2008.

## Tematiche
Dawod lavora principalmente con la fotografia e le sue immagini cercano di raggiungere l'anonimato, pur mantenendo un profondo senso di intimità. In esse sono ignorate le coordinate del luogo poiché sembra che con la sua macchina fotografica, egli si diriga lontano da riconoscibili trappole per turisti, concentrandosi invece sulla vita quotidiana. Con i suoi scatti, Dawod pare si chieda di continuo: "I solchi della vita quotidiana e le tracce della cultura visiva sono gli stessi in tutte le città?".

## Mostre

### Mostre personali
- 2008 'Rosetta', Artellewa Space for contemporary arts, Il Cairo, Egitto
- 2005 'I need a right', Townhouse Gallery, Il Cairo, Egitto[3]

### Mostre collettive
- 2022 ‘History Leads to Twisted Mountains’, Ard, Cairo, Egypt
- 2022 ‘Abutting Afar’, Foto Fest Kaiserslautern, Germany
- 2019 'a l l I n 2', London, UK
- 2017 'Vlll Bienal de Jafre Archiviato il 28 luglio 2017 in Internet Archive.', Jafre, Catalonia, Spain
- 2017 'Belonging|s', Vestjyllands Kunstpavillon, Videbæk, Denmark
- 2014 'Cairo Open City', East Wing Archiviato il 19 settembre 2020 in Internet Archive. Gallery, Dubai, UAE
- 2013 'ALT_CPH 13', bull Mengers, Copenaghen, Denmark
- 2013 'Cairo Open City',[4], Germany

- 2012 'Cairo Open City',[5], Germany
- 2012 'Cairo Open City',[6], Braunschweig, Germany
- 2012 'Shift Delete 30', Saad Zaghloul Art Center, Cairo, Egypt
- 2010 'Dakakin', Suk Al Manama, Al Riwaq Gallery, Manama, Bahrain
- 2009 'Assume the Position',[7], Cairo, Egitto
- 2008 'Athens Photo Festival', Hellenic Centre for Photography, Atene, Grecia
- 2008 'Flag', Diego Rivera Gallery, San Francisco, Stati Uniti
- 2008 'Economical Migration', Harlem Studio Fellowship, New York, Stati Uniti
- 2008 'Site and Situation', Clara Street Project, San Francisco, Stati Uniti
- 2008 'Archival Practice' Swell Gallery, SFAI, San Francisco, United States
- 2008 'East of the West', SomArts, San Francisco, Stati Uniti
- 2007 'malash - Kairo', Meinblau Kunst & Atelierhaus, Berlino, Germania
- 2007 'Moving Walls', Contemporary Image Collective, Il Cairo, Egitto
- 2007 'face in Cairo', Falaki Gallery,[8] Il Cairo, Egitto
- 2007 'Africa=Hot', Tour & Taxis, Brussels, Belgio
- 2007 'Africa=Hot', by World Press Photo, Amsterdam, Paesi Bassi
- 2007 'Cairo - Urban ReViews', ifa, gtz, Goethe inst., Townhouse Gallery, Il Cairo, Egitto
- 2006 'Art in Public Space', Images of The Middle East, Danimarca
- 2006 'Patan Durbar Square, Sutra Workshop', Katmandu, Nepal
- 2006 'Outskirts; Non-Place; Urban Areas', Contemporary Image Collective, Il Cairo, Egitto
- 2005 'PhotoCairo3', Townhouse Gallery, Il Cairo, Egitto
- 2004 'Work Study' Maine Media Workshops, Rockport, Maine, Stati Uniti
- 2003 'an open studio', PhotoCairo2, Townhouse Gallery, Il Cairo, Egitto
- 2003 'Obligatory Direction', Cordoba art Gallery, Mohandessien, Il Cairo, Egitto
- 2003 '15th Youth Salon', Palace of Arts, Il Cairo, Egitto
- 2002 '4th Nile Salon for Photography', Palace of Arts, Il Cairo, Egitto[9]